# Akt o usługach cyfrowych
Akt o usługach cyfrowych (ang. Digital Services Act, DSA) – rozporządzenie unijne zawierające przepisy w zakresie moderacji nielegalnych treści, przejrzystej reklamy i dezinformacji. Celem aktu prawnego jest modernizacja dyrektywy o handlu elektronicznym.
Rozporządzenie weszło w życie 16 listopada 2022, jednak zaczęło obowiązywać wyłącznie częściowo, obejmując obowiązkami wyłącznie bardzo duże platformy i wyszukiwarki internetowe. Prawo w pełni zaczęło być stosowane od 17 lutego 2024.

## Cel i okoliczności uchwalenia
Akt prawny przedłożony wraz z aktem o rynkach cyfrowych (ang. Digital Markets Act, DMA) przez Komisję Europejską Parlamentowi Europejskiemu i Radzie w dniu 15 grudnia 2020 r. DSA został przygotowany przez wiceprzewodniczącą Komisji Europejskiej ds. Europy na miarę ery cyfrowej Margrethe Vestager oraz przez Europejskiego Komisarza ds. Rynku Wewnętrznego Thierry’ego Bretona, członków Komisji Von der Leyen.
Ursula von der Leyen zapowiedziała „nowy akt o usługach cyfrowych”, przedkładając swoją kandydaturę na stanowisko przewodniczącej Komisji Europejskiej w 2019 r. Celem DSA jest aktualizacja ram prawnych Unii Europejskiej, w szczególności poprzez modernizację dyrektywy o handlu elektronicznym przyjętej w 2000 r. W praktyce będzie to oznaczać nowe przepisy dotyczące nielegalnych treści, przejrzystej reklamy i dezinformacji. W czerwcu 2020 roku Komisja Europejska rozpoczęła konsultacje społeczne na temat pakietu; pozostały one otwarte do 8 września 2020 roku. Grupy w ramach społeczeństwa obywatelskiego wzywały władze UE do zapewnienia, by DSA wprowadziło jasne definicje szkodliwych treści w celu rozwiązania problemów związanych z nękaniem online, w tym doxingiem i molestowaniem ze względu na płeć, z którymi borykają się użytkownicy w mediach społecznościowych.
DSA ma na celu poprawę moderacji treści na platformach mediów społecznościowych w celu rozwiania obaw związanych z treściami niezgodnymi z prawem. Propozycja DSA utrzymuje obecną zasadę, zgodnie z którą firmy, które udostępniają dane innych osób, nie ponoszą odpowiedzialności za treści, chyba że faktycznie wiedzą, że są one nielegalne, ale dodaje wyjątek, że gdy nielegalne treści zostaną oznaczone, firmy są zobowiązane do ich usunięcia. DSA nakłada na platformy nowe obowiązki w zakresie ujawniania organom regulacyjnym sposobu działania ich algorytmów, sposobu podejmowania decyzji o usunięciu treści oraz sposobu, w jaki reklamodawcy targetują użytkowników. Wiele jej postanowień dotyczy tylko platform, które mają ponad 45 milionów użytkowników w Unii Europejskiej. Platformy, w tym Facebook, spółka zależna Google, YouTube, Twitter i TikTok, osiągnęłyby ten próg i podlegałyby nowym obowiązkom. Firmy, które nie przestrzegałyby nowych zobowiązań, ryzykowałby grzywną w wysokości do 6% ich rocznego obrotu.
Oczekuje się, że akty DSA i DMA będą miały wpływ na część usług świadczonych dla Europejczyków. Facebook poparł DSA, ponieważ zapobiegnie to inicjatywom ochrony prywatności podjętym przez Apple. Jednak grupa European Digital Rights, choć popiera intencje leżące u podstaw tych aktów i niektóre z ich spodziewanych skutków, obawia się, że surowe wymogi DSA dotyczące usuwania nielegalnych treści spowodują efekt mrożący, zachęcając firmy do usuwania wszystkich treści oznaczonych jako nielegalne, niezależnie od tego, czy są one rzeczywiście nielegalne, i twierdzi, że nie wymagając interoperacyjności między stronami internetowymi, DMA nie idzie wystarczająco daleko w ograniczaniu władzy dużych platform technologicznych.
DSA zostało w większości pozytywnie przyjęte przez europejski sektor medialny. Ze względu na wpływ, jaki gatekeeperzy mają na wybór i kontrolę widoczności pewnych artykułów dziennikarskich nad innymi za pośrednictwem swoich platform internetowych, European Federation of Journalists zachęcała prawodawców UE do dalszego zwiększania przejrzystości systemów rekomendacji platform z wykorzystaniem DSA.

## Bardzo duże platformy internetowe
23 kwietnia 2023 Komisja Europejska opublikowała pierwszą listę łącznie 19 platform internetowych, które będą zobowiązane do przestrzegania przepisów od 25 sierpnia 2023. Lista obejmuje tzw. bardzo duże platformy internetowe oraz bardzo duże wyszukiwarki internetowe: zgodnie z przepisami posiadające przynajmniej 45 milionów aktywnych użytkowników z państw Unii Europejskiej miesięcznie:
- AliExpress
- Amazon Store
- Apple App Store
- Booking.com
- Facebook
- Google Play
- Mapy Google
- Google Shopping
- Instagram
- Linkedin
- Pinterest
- Pornhub (od 20 grudnia 2023[16])
- Shein (od 26 kwietnia 2024[17])
- Snapchat
- Stripchat (od 20 grudnia 2023[16])
- Temu (od 31 maja 2024[18])
- TikTok
- Wikipedia
- X
- XNXX (od 10 lipca 2024[19])
- XVideos (od 20 grudnia 2023[16])
- YouTube
- Zalando

Bardzo duże wyszukiwarki internetowe objęte przepisami:
- Bing
- Wyszukiwarka Google

## Artykuł 21 Digital Services Act
Artykuł 21 Digital Services Act (Rozporządzenie (UE) 2022/2065) ustanawia ramy umożliwiające użytkownikom platform internetowych rozwiązywanie sporów za pośrednictwem certyfikowanych organów pozasądowego rozstrzygania sporów (PRS). Przepis ten ma na celu zapewnienie dostępnej alternatywy dla postępowań sądowych w sprawach takich jak usuwanie treści, zawieszanie kont lub nakładanie ograniczeń przez platformy.
Digital Services Act (DSA), przyjęty w 2022 roku, jest częścią działań Unii Europejskiej mających na celu modernizację regulacji usług cyfrowych. Artykuł 21 znajduje się w rozdziale III rozporządzenia, który dotyczy obowiązków platform oraz ochrony użytkowników.
Na mocy artykułu 21 dostawcy usług pośrednich, w tym bardzo duże platformy internetowe (VLOP) oraz bardzo duże wyszukiwarki internetowe (VLOSE), muszą informować użytkowników o ich prawie do kierowania sporów do certyfikowanych organów PRS. Mechanizm ten uzupełnia artykuł 20, który reguluje wewnętrzne procedury rozpatrywania reklamacji na platformach.
Certyfikacja i nadzór nad organami PRS leżą w gestii krajowych koordynatorów ds. usług cyfrowych, wyznaczonych przez każde państwo członkowskie UE. Organy te muszą spełniać kryteria określone w rozporządzeniu, w tym niezależność, bezstronność, przejrzystość, dostępność oraz odpowiednie doświadczenie w zakresie sporów internetowych.
Użytkownicy mogą zwracać się do organów PRS bez konieczności wstępnego wszczynania postępowania sądowego. Choć udział platform jest dobrowolny, oczekuje się dobrej współpracy. Organy PRS wydają zalecenia, które, choć nie mają mocy prawnej, powinny być respektowane przez platformy.
Ten mechanizm ma na celu wzmocnienie ochrony praw użytkowników oraz promowanie odpowiedzialności platform cyfrowych w ekosystemie europejskim.

## Organy pozasądowego rozstrzygania sporów
Certyfikowane organy pozasądowego rozstrzygania sporów (PRS) działają na terenie całej Unii Europejskiej, oferując alternatywny mechanizm rozwiązywania sporów wynikających z artykułu 21 DSA. Podmioty te muszą spełniać surowe wymagania rozporządzenia dotyczące niezależności, bezstronności i przejrzystości, aby zapewnić sprawiedliwe rozstrzyganie sporów.
Na maj 2025 roku następujące organy PRS zostały oficjalnie uznane i certyfikowane przez Koordynatorów ds. usług cyfrowych:
- ADROIT – Unia Europejska (ogólnounijne)
- User Rights GmbH – Niemcy
- Online Platform Vitarendező Tanács – Węgry
- Appeals Centre Europe (ACE) – Unia Europejska (ogólnounijne)
- RTR-GmbH, Fachbereich Medien – Austria
- ADR Center – Unia Europejska (ogólnounijne)

Komisja Europejska regularnie aktualizuje i publikuje listę certyfikowanych organów PRS, do której użytkownicy mogą się odwoływać, aby zweryfikować i wybrać odpowiedni podmiot do rozstrzygania sporów.

## Krytyka
Gdy Komisarz europejski Thierry Breton ogłosił zamiar wyłączania mediów społecznościowych korzystając z DSA podczas zamieszek we Francji w 2023 roku, decyzja była przyrównywana do działań rządów autorytarnych.
Legislacja była również przyrównywana do mechanizmów antydemokratycznych, a przedstawiciele przemysłu cyfrowego podkreślali brak przejrzystości w przepisach, ograniczanie innowacji i próbowali lobbować aby nie wprowadzać tej regulacji.
9 stycznia 2025 roku Thierry Breton przyznał w telewizji francuskiej, że UE wszczęła procedurę DSA w związku z wyborami prezydenckimi w Rumunii w 2024 roku.